# Nortech

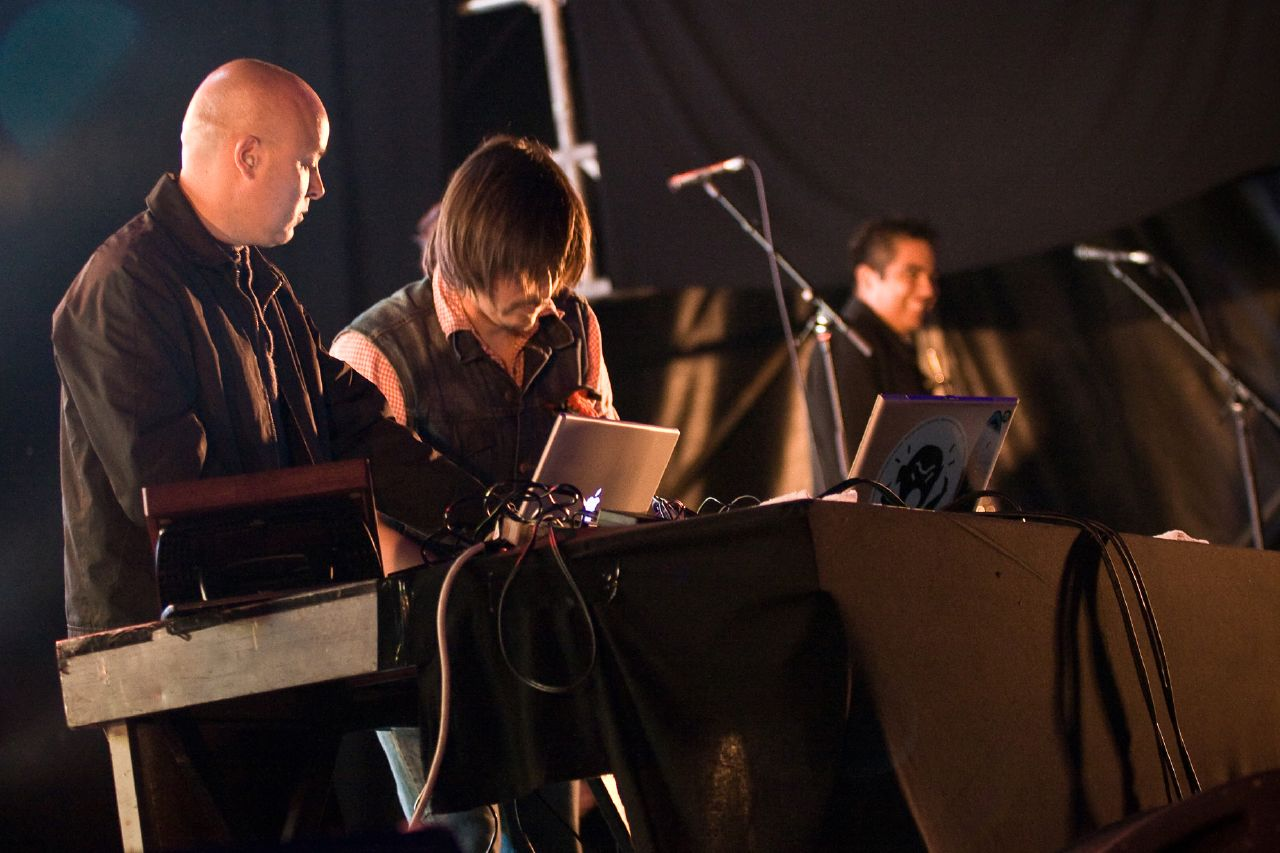
Algunos Integrantes del "Colectivo Nortec", principal grupo del género Nortec en Tijuana.

Nortech es un género musical mexicano, creado a partir de fusionar el género electrónico y norteño.
Este tipo de música nació en Tijuana, Baja California, México aproximadamente en el año 1999.

En las pistas de este tipo de género, predomina la mezcla de pistas en off sobre la vocalización, por eso puede notarse que en las composiciones de género nortec, las estrofas cantadas son casi nulas, solo se dicen algunas frases con un volumen más bajo que el de la pista para no afectar su composición.

## Terminología
Su terminología no proviene exactamente de la palabra electrónica, sino de la palabra del género musical "Techno", quedando "Nor"(de música norteña) y "tec"(de música del género "techno").
En este tipo de composiciónes, no se usa solamente la música electrónica, sino también la del tipo techno.
En la mayoría de los casos suele haber combinación de ambos géneros.

## Orígenes
El género surge cuando los compositores tijuanenses de aquella época, cansados de la misma perspectiva sobre la música norteña, se dan cuenta de que podían mezclar y hacer coincidir "beats" de la música norteña con algunos "tracks" de música electrónica, obteniendo así un tipo de música con un estilo más rítmico y dinámico que la tradicional música norteña.
El DJ tijuanense, Pepe Mogt, líder de la banda Fussible, fue uno de los pioneros en crear mezclas Nortec, por lo que podría considerarsele como el creador del género.